# Cindy Herron
Pour les articles homonymes, voir Herron.
Cindy Herron, née le 26 septembre 1961 à San Francisco, Californie, aux États-Unis,  est une chanteuse de RnB/soul/Pop d'origine suisse et afro-américaine. 
Elle est surtout connue comme étant une membre du groupe En Vogue.

## Biographie
Son père est afro-américain tandis que sa mère est d'origine suisse et allemande. 
Cindy Herron  a été élue Miss San Francisco en 1986 et a également été élue 2e Miss California la même année. Herron a commencé sa carrière dans la scène de cabaret à San Francisco, en Californie dans les années 1980. Elle est apparue dans Jerry Herman et la revue musicale Showtune.
Herron a aussi travaillé en tant qu'actrice, apparaissant dans des films tels que Juice et Lexie.
Herron est mariée à l'ancien joueur de baseball professionnel Glenn Braggs (en) et a quatre enfants. 